# Reprezentacja Korei Południowej w hokeju na lodzie mężczyzn
Reprezentacja Korei Południowej w hokeju na lodzie mężczyzn – występuje w I dywizji. Po raz pierwszy na Mistrzostwach Świata wystartowali w 1979 roku.

## Mistrzostwa Świata
- 1999: 30. miejsce (6. miejsce w grupie C)
- 2000: 29. miejsce (5. miejsce w grupie C)
- 2001: 30. miejsce (1. miejsce w II dywizji) - awans
- 2002: 27. miejsce (6. miejsce w I dywizji) - spadek
- 2003: 29. miejsce (1. miejsce w II dywizji) - awans
- 2004: 27. miejsce (6. miejsce w I dywizji) - spadek
- 2005: 33. miejsce (3. miejsce w II dywizji)
- 2006: 31. miejsce (2. miejsce w II dywizji)
- 2007: 30. miejsce (1. miejsce w II dywizji) - awans
- 2008: 28. miejsce (6. miejsce w I dywizji) - spadek
- 2009: 29. miejsce (1. miejsce w II dywizji) - awans
- 2010: 25. miejsce (5. miejsce w I dywizji)
- 2011: 22. miejsce (3. miejsce w I dywizji)
- 2012: 23. miejsce (1. miejsce w I dywizji Grupie A) - awans
- 2013: 21. miejsce (5. w I dywizji Grupie A)
- 2014: 22. miejsce (6. w I dywizji Grupie A) - spadek
- 2015: 23. miejsce (1. w I dywizji Grupie B) - awans
- 2016: 21. miejsce (5. w I dywizji Grupie A)
- 2017: 18. miejsce (2. w Dywizji I, Grupa A) - awans
- 2018: 16. miejsce - spadek
- 2019: 19. miejsce (3. w I dywizji Grupie A)
- 2020: Odwołane z powodu pandemii koronawirusa
- 2021: Odwołane z powodu pandemii koronawirusa
- 2022: 20. miejsce (4. w I dywizji Grupie A)

### Zimowe igrzyska azjatyckie
- 1986: Brązowy medal
- 1990: Brązowy medal
- 2007: Brązowy medal
- 2011: Brązowy medal
- 2017: Srebrny medal

## Ciekawostki
- Reprezentacja juniorów Korei Południowej (U20) pokonała w meczu Mistrzostw Azji i Oceanii w roku 1998 reprezentantów Tajlandii 92:0, co jest rekordowym wynikiem w historii hokeja[2].